# Спагетті опівночі
«Спаге́тті опівночі» («Spaghetti a mezzanotte») — італійська еротична комедія 1981 року, знята режисером Серджо Мартіно, з Ліно Банфі і Барбарою Буше у головних ролях.

## Сюжет
Савіно Лаграста адвокат, одержимий двома речами — дуже суворою дієтою під чуйним контролем своєї дружини Челести і своєю таємною коханкою, з якою він зустрічається вранці, перед своєю роботою в суді. Але він навіть не підозрює, що його дружина теж не ідеальна й таємно від нього, наставляє йому роги з одним архітектором.

## У ролях
- Ліно Банфі: адвокат Савіно Лаграста
- Барбара Буше: Челесте Лаграста
- Тео Теоколі: архітектор Андреа Солдані
- Піппо Сантонастазо: Чезаріно
- Аліда Челлі: Зельміра Демма
- Даніеле Варгас: суддя Ульдеріко Демма
- Уго Болонья: дон Віто Маліспері
- Жак Стані: Саруццо
- Том Феллегі: гість вечірки

## Знімальна група
- Режисер: Серджо Мартіно
- Сценарій: Серджо Мартіно
- Продюсер: Луїджі Боргезе
- Оператор: Джуліо Альбоніко
- Композитор: Детто Маріано
- Художник: Адріана Беллоне
- Монтаж: Еудженіо Алабісо
- Костюми: Вера Коццоліно